# Sioma Bridge
Die Sioma Bridge ist eine Straßenbrücke über den Sambesi in der Westprovinz von Sambia.
Sie quert den Fluss etwas südlich von Sioma und führt die M 10 auf einer neuen Trasse auf die östliche Seite des Flusses und weiter nach Senanga. Auf der neuen, rund 80 km langen Strecke stehen eine Reihe mittlerer und kleinerer Brücken über die zahlreichen Nebenflüsse des Sambesi. Senanga war bislang nur über die Fähre in Kalongola mit der westlichen Seite des Sambesi verbunden.
Die 252 m lange und 10,5 m breite Brücke hat zwei Fahrstreifen und beidseits einen 1,5 m breiten Gehweg. Konstruktiv handelt es sich um eine Spannbeton-Hohlkastenbrücke mit einer 120 m weiten Hauptöffnung und zwei je 66 m weiten Seitenöffnungen.
Die Brücke wurde von China Henan International Corporation gebaut und im April 2016 feierlich eröffnet.